# 費敏年
費敏年（葡萄牙語：José Medeiros Ferreira，澳葡官定譯名為費敏年；1942年2月20日—2014年3月18日），葡萄牙教授、政治人物。
費敏年曾於里斯本大學文學院修讀歷史。大學期間認識申道士之女，後與申氏結婚。
費敏年與申氏以及沈拜奧等人積極參加60年代學生運動，發揮重要作用，並因此被逐出大學，且不准在任何葡萄牙大學就讀。
法庭抗爭未果後，他前往日內瓦，於1972年畢業於日內瓦大學歷史系。
1976年，費敏年在葡萄牙第一屆憲法政府擔任外交部長，後於1978年因政策分歧遭總理蘇亞雷斯免職。其著有多部國際關係學著作。
1981年7月13日，費敏年獲授予殷理基皇子大十字勳章。
1991年，費敏年獲里斯本新大學博士學位。
費敏年於2014年3月18日去世，享壽72歲。

## 外部連結
- Instituto de História Contemporânea （页面存档备份，存于）
- Bichos Carpinteiros （页面存档备份，存于） (blog)